# NS 9600
De serie NS 9600 was een serie van twee goederenstoomlocomotieven van de Nederlandse Spoorwegen in 1945. Het waren locs die bij de Deutsche Reichsbahn ingedeeld waren in de serie 94, ook wel aangeduid als het Pruisische type T161. Van de twee bij de NS ingedeelde locomotieven is alleen de 9602 in 1945 in Oldenzaal in de rangeerdienst gebruikt, de 9601 heeft altijd buiten dienst gestaan. Na terugkeer in Duitsland hebben beide locomotieven onder hun oude nummers dienstgedaan tot medio jaren vijftig.
Tussen 1975 en 1976 heeft de Veluwsche Stoomtrein Maatschappij de locomotief 94 1055 ingezet tussen Apeldoorn en Dieren. Deze locomotief is in 1976 gesloopt.
Van dezelfde serie 94 staat de 94 1640 als monument in Gennep ter herinnering aan de Noord-Brabantsch-Duitsche Spoorweg-Maatschappij.
De NS serie 9500 is te beschouwen als een Nederlandse variant van de T161.

## Overzicht
| NS nummer | Fabrikant     | Fabrieksnummer | Bouwjaar | DRB nummer | Afvoer           | Opmerkingen |
| --------- | ------------- | -------------- | -------- | ---------- | ---------------- | ----------- |
| 9601      | Schwartzkopff | 6918           | 1919     | 94 896     | Medio jaren 1950 |             |
| 9602      | Schwartzkopff | 6937           | 1919     | 94 915     | 1952             |             |